# Edita Broglio
Edita Broglio, née le 26 novembre 1886 à Smiltene et morte à Rome en 1977, est une artiste lettone connue pour ses peintures s'inscrivant dans le mouvement du réalisme magique, dont elle est l'une des personnalités clés en Italie,.

## Biographie
Née Edita Walterowna von Zur Muehlen le 26 novembre 1886, elle vient du village de Smiltene au Nord-Est de Riga,. Elle étudie de 1908 à 1910 à l’Académie d’Art Konigsberg à l’Est de la Prusse,. Plus tard, elle fréquente le salon d'Olga Resnevic Signorelli qui la présente à Melli, Spadini, Ferrazzi et d’autres grands peintres de la Scuola Romana.
Edita Broglio quitte sa Lettonie native quelques années après le Dimanche Sanglant de 1905 qui rend l'empire russe incertain pour tous ceux dont les familles auraient bénéficié de faveurs tsaristes.
La jeune artiste s'installe à Rome où elle fonde le mouvement Retour à l'ordre et Valori plastici, un journal d’art influent, publié en italien et en français et qui lance le débat opposant les avant-gardistes aux principes figuratifs traditionnels,,. Elle est alors financée par la Banque d’Italie et collabora avec son mari Mario et d’autres artistes comme Carrà ou De Chirico.
Dès les années 1930, elle expose ses premières peintures inspirées de l'avant-gardisme Russe. Après la Seconde Guerre mondiale, l'artiste eu des occasions plus régulières de présenter ses œuvres. Elle expose entre autres à la Galleria Gian Ferrari de Milan en 1953, à l'Obelisco de Rome en 1956 ou encore à Il Vantaggio de Rome en 1957. On retrouve également ses peintures lors de la rétrospective de l'École romaine de la Quadriennale en 1959 ainsi qu’à l’exposition florentine de Ragghianti datant de 1966.
Un de ses tableaux les plus réputés est le Progetto per « Le Villeggianti » vendu en 2019 par le Bertolami Fine Arts à Rome.
En 1948, après la mort de son mari Mario, Edita s'installe en Toscane à San Michele di Moriano où elle mène une vie retirée, tournée essentiellement vers l’exploitation de sa ferme. Malgré cela, elle œuvre au maintien en vie du magazine Valori Plastici en restant en contact avec ses amis et collègues de Rome.
Tout au long de sa vie Edita Broglio lutte à ce que Valori plastici ne soit pas perçu comme un magazine réactionnaire.
À partir de 1974 et alors âgée de quatre-vingt-dix ans, Edita Broglio met en ordre les archives de Valori plastici. Pour cette tâche, elle se fait aider du jeune poète, Giorgio de Canino. Elle commence ensuite les démarches pour créer une fondation en mémoire de son mari. Son projet de fondation doit s'arrêter après le cambriolage de son appartement. Cambriolage, au cours duquel elle perd des toiles qui lui auraient permis de financer ce projet.
Elle meurt à Rome en 1977. À sa mort, tous ses biens mobiliers (dessins et peintures) sont vendus aux enchères au profit de la fondation Brera Milano.
En 1991, la Cassa di risparmio de Macerata et la municipalité de la vile organisent une exposition consacrée à Edita Broglio. Cette exposition essaye d’en dire plus sur la façon dont s'est construite l’œuvre de l’artiste par rapport notamment à l’œuvre de son mari. Car dans ce couple fusionnel, il semble qu'Édita Broglio soit intervenue matériellement à plusieurs reprises dans la réalisation des toiles de son époux,. Aujourd’hui encore, la figure d’Édita Broglio reste mal connue.